# 張惟方
張惟方（？—？），字崇仁，號近初，福建漳州府平和縣人，民籍，明朝政治人物。

## 生平
萬曆四年（1576年）丙子科順天府鄉試第三十五名，萬曆十一年（1583年）癸未科會試第九十二名，登三甲第六十七名進士。礼部觀政，本年告授直隶蘇州府學教授，十四年升國子監博士，十六年升监丞，十七年丁憂。二十一年復除监丞，本年升刑部主事，二十五年升员外郎，升郎中，二十六年升湖广德安府知府，三十一年三月升本省副使兼参议、分守湖北道。降用。

## 家族
曾祖張宜茂；祖父張秉華；父張榮平，曾任壽官。前母阮氏；母曹氏。